# Fontanella (famiglia)
I Fontanella furono una famiglia nobile di Murano, annoverati nella nuova aristocrazia dei cosiddetti "Maestri vetrai".

## Storia
La famiglia Fontanella è annoverata tra le casate aristocratiche del "Libro d'oro di Murano" dal 5 giugno 1687 quando venne ascritta per decreto del podestà Domenico Dolfin su indicazione del senatore Alessandro Venier. Venne concesso l'uso del titolo di "Don" a Domenico Fontanella fu Giacomo, e ai suoi due figli Giacomo Fontanella e Zuanne Fontanella. Tra il 1711 e 1725 lo stemma della famiglia venne riportato nell'Osella di Murano pubblicata dalla Chiesa di S.Stefano.

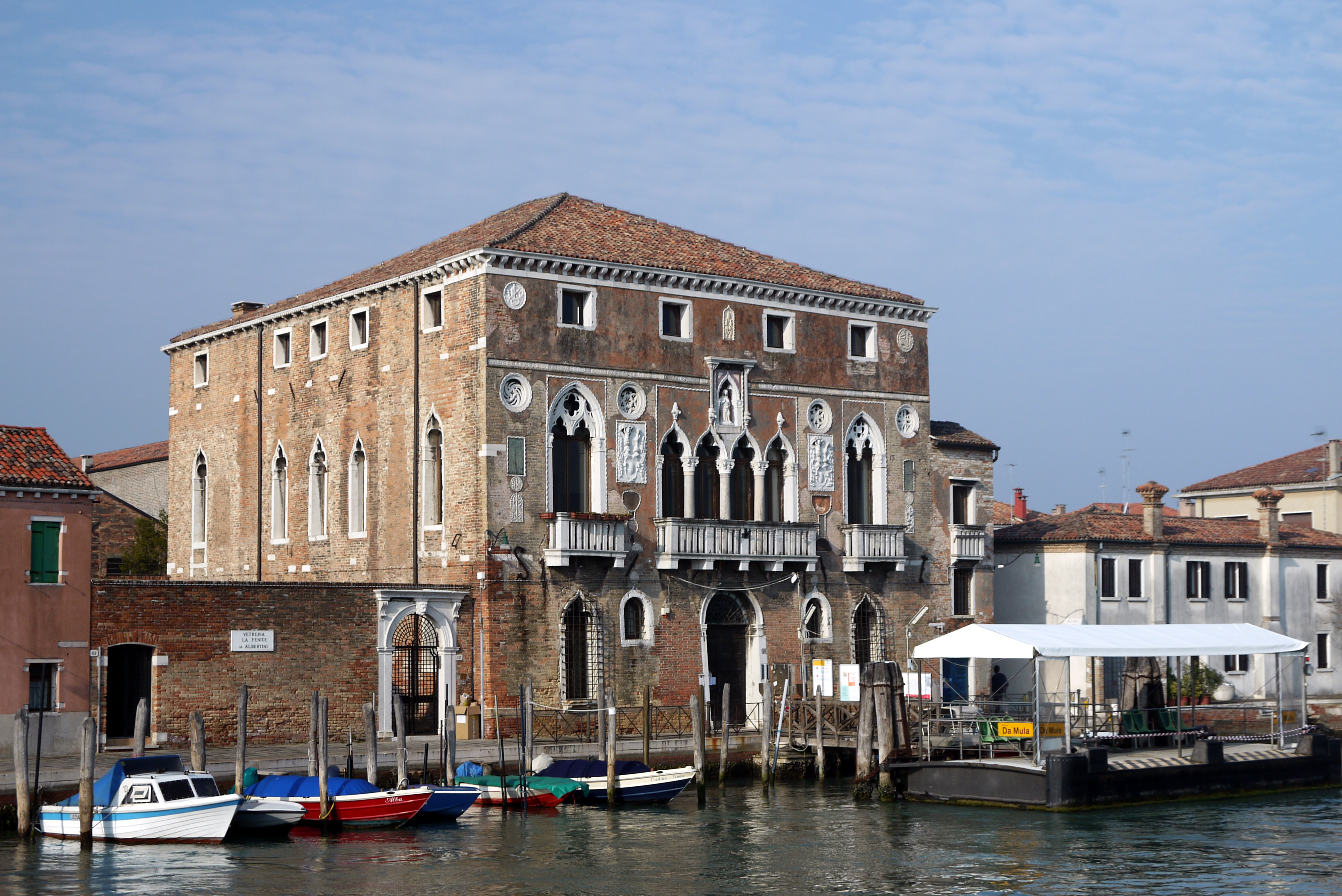
Palazzo Da Mula Fontanella

I Fontanella dediti al commercio e alla mercatura si erano affermati come mastri vetrai. Nel 1711 Giacomo Fontanella fu Domenico acquistò per la somma di 110 ducati il Palazzo da Mula. Il palazzo rimase alla famiglia sino agli albori dell'800.

## Personaggi illustri
- Giovanni Fontanella camerlengo di Murano sotto il doge Alvise III Mocenigo dal 1722 con podestà Lodovico Tiepolo, Luigi Bembo ed infine con Marco Molin nel 1725;[2]
- Giovanni Fontanella annoverato tra i vetrai di Murano nel 1712 da Vincenzo Zanetti, definito come "Distinto fabbricatore di rubino, giacinto e di altri smalti per conterie".[3]